# Ernst Fricke (Sportfunktionär)
Ernst Fricke (* 6. Oktober 1906; † 20. Juli 1978) war ein deutscher Fußballfunktionär.

## Leben
Fricke, der den Spitznamen Balduin trug, betrieb als Sportler Fußball beim SV Schöppenstedt und Leichtathletik bei Eintracht Braunschweig. Er war als Läufer auf die Mittelstrecke spezialisiert. Er wurde mit Eintracht Braunschweig im Jahr 1927 deutscher Leichtathletik-Mannschaftsmeister. Später übte er Skilanglauf und Tennis aus.
1950 übernahm Fricke bei Eintracht Braunschweig die Leitung der Leichtathletik- und 1956 der Wintersportabteilung. Letzteres Amt führte er bis zu seinem Ableben aus. Des Weiteren war er ab 1952 stellvertretender Vereinsvorsitzender. Vorsitzender des Kreissportbundes Braunschweig war Fricke von 1967 bis 1973. Beruflich war der Ingenieur bis 1970 für die Forschungsanstalt für Landwirtschaft tätig.
Zwischen Ende November 1965 und Mitte November 1969 war er in einer ersten Amtszeit Vereinsvorsitzender von Eintracht Braunschweig. In diese Zeit fiel der Gewinn der deutschen Fußballmeisterschaft im Spieljahr 1966/67. Mitte November 1971 wurde Fricke erneut Vorsitzender von Eintracht Braunschweig. Die Stadt Braunschweig zeichnete ihn im Jahr 1976 mit ihrer Sportmedaille aus.
Fricke, der in seinem Leben zwei Herzinfarkte erlitten hatte, starb an Herzversagen, nachdem er einen Bekannten in Bad Harzburg besucht hatte. In einem Nachruf des Sprechers des Deutschen Fußball-Bundes hieß es: „Fricke genoß in der Bundesliga ein besonders hohes Ansehen durch seine Persönlichkeit und die seriöse Art und Weise, wie er seine Eintracht führte“. Der Spiegel beschrieb Fricke 2006 als „Patriarch alter Schule, der Wert auf ein intaktes Vereinsleben legte und täglich das Stadion besuchte, ob nun Training war oder nicht.“ In der Frankfurter Allgemeinen Zeitung hieß es, Fricke sei ein kontaktfreudiger Mann, „der wie kaum ein anderer die Sorgen und Nöte von Journalisten versteht.“ Ihm wurde „Schlitzohrigkeit“ und „Listenreichtum“ zugeschrieben.